# Led Zeppelin European Tour Autumn 1969
Led Zeppelin European Tour Autumn 1969 var en kort konsertturné med det brittiska hårdrocksbandet Led Zeppelin i Nederländerna, Frankrike och England 1969. Turnén föregick den kommande skivan II som släpptes i slutet av oktober.

## Låtlista
Trots att turnén skulle ge en försmak av den kommande skivan så spelades endast två nya låtar under konserterna, Heartbreaker och What Is and What Should Never Be. En trolig låtlista med viss variation är följande:
1. "Good Times Bad Times" (Bonham, Jones, Page)
2. "Communication Breakdown" (Bonham, Jones, Page)
3. "I Can't Quit You Baby" (Dixon)
4. "Heartbreaker" (Bonham, Page, Plant)
5. "You Shook Me" (Dixon, Lenoir)
6. "What Is and What Should Never Be" (Page, Plant)
7. "Dazed and Confused" (Page)
8. "White Summer"/"Black Mountain Side" (Page)
9. "How Many More Times" (Bonham, Jones, Page)

## Turnédatum
- 03/10/1969  Circus Theatre - Scheveningen
- 04/10/1969  De Doelen - Rotterdam
- 05/10/1969  Concertgebouw - Amsterdam
- 10/10/1969  Olympia - Paris
- 12/10/1969  Lyceum Ballroom - London